# نازنین مفخم
 نازنین مفخم  (زاده ۱۳۳۶ - تهران) تدوین‌گر اهل ایران است. وی فعالیت در سینما را از سال ۱۳۷۲ آغاز کرده‌است.

## تدوین
- ذهن زیبا (۱۴۰۳)
- اژدر (۱۳۹۷)
- آقای سانسور (۱۳۹۶)
- سوفی و دیوانه (۱۳۹۵)
- نرگس مست (۱۳۹۵)
- عشقولانس (۱۳۹۵)
- غير مجاز (۱۳۹۴)
- پاپ (۱۳۹۲)
- تعبیر خواب (۱۳۹۱)
- متل قو (۱۳۹۱)
- پنجشنبه آخر ماه (۱۳۹۰)
- من همسرش هستم (۱۳۹۰)
- ۱۱ (فیلم) (۱۳۹۲)
- گل‌چهره (۱۳۸۹)
- شرط اول (۱۳۸۸)
- آن سوی رودخانه (۱۳۸۷)
- برخورد خیلی نزدیک (۱۳۸۷)
- تهران در جستجوی زیبایی (اپیزود سوم، تهران، سیم آخر) (۱۳۸۷)
- کیمیا و خاک (۱۳۸۷)
- جعبه موسیقی (۱۳۸۶)
- روی خط صفر (۱۳۸۶)
- سبیل مردونه (۱۳۸۶)
- دست‌های خالی (۱۳۸۵)
- باغ آلوچه (۱۳۸۴)
- چه کسی امیر را کشت؟ (۱۳۸۴)
- خانه روشن (۱۳۸۴)
- اسپاگتی در هشت دقیقه (۱۳۸۳)
- سالاد فصل (۱۳۸۳)
- صورتی (۱۳۸۱)
- خاموشی دریا (۱۳۸۰)
- دنیا (۱۳۸۰)
- شام آخر (۱۳۸۰)
- زیر نور ماه (۱۳۷۹)
- کودک و سرباز (۱۳۷۸)
- بال‌های سپید (۱۳۷۷)